# Holmsveden

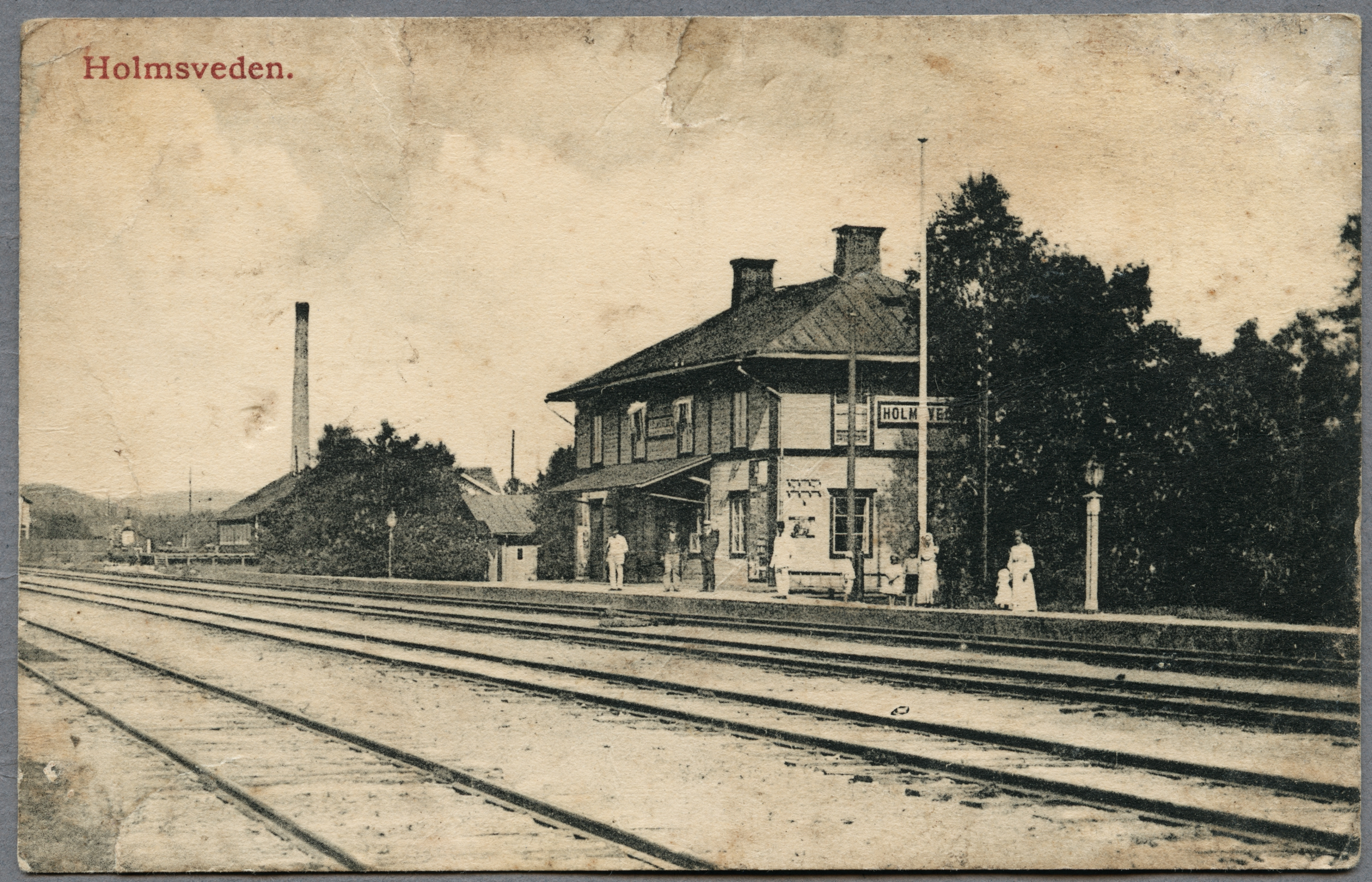
Holmsvedens järnvägsstation omkring 1910.

Holmsveden är en småort i västra delen av Skogs socken i Söderhamns kommun. Orten ligger väster om Härnebosjön. Holmsvedenbygden omfattar byarna Holmsveden, Henninge, Håkanbo, Hemstanäs, Långbo, Långviken, Härnebo, Härnebokvarn, Västby, Tönnånger, Älgnäs och Småströmmarna.
Holmsveden ligger längs länsväg 272 (Tidernas väg) och Norra stambanan, och har hållplats för de regionala tågen Gävle-Ljusdal (X-Tåget).

## Historia
Holmsveden var till början av 1800-talet Herneboböndernas fäbodskog. 1819 byggdes det första bofasta huset i Holmsveden. I mitten av 1800-talet fanns 7 gårdar, där man livnärde sig på jord- och skogsbruk.
1877 nådde järnvägen fram till Holmsveden och byn började växa med flera gårdar, samt även affärs- och kaférörelser.
Stambanans framdragande genom Holmsveden blev impulsen till en ångsågsanläggning. 1886-87 uppfördes ett enramigt sågverk. Det utökades 2 år senare med en stolfabrik. Båda byggnaderna eldhärjades 1914. Sågen återuppbyggdes men ej stolfabriken. Sågverksrörelsen upphörde 1946 efter att disponenten Petrus Schönning avlidit. Byggnaden har sedan inrymt plattfabrik och legotillverkning. Sedan 1986 inryms Lignells Mekaniska Verkstad i byggnaden.

## Befolkningsutveckling
| Befolkningsutvecklingen i Holmsveden 1965–2015                | Befolkningsutvecklingen i Holmsveden 1965–2015 | Befolkningsutvecklingen i Holmsveden 1965–2015 | Befolkningsutvecklingen i Holmsveden 1965–2015 | Befolkningsutvecklingen i Holmsveden 1965–2015 |
| ------------------------------------------------------------- | ---------------------------------------------- | ---------------------------------------------- | ---------------------------------------------- | ---------------------------------------------- |
|                                                               |                                                |                                                |                                                |                                                |
| År                                                            |                                                |                                                | Folkmängd                                      | Areal (ha)                                     |
| 1965                                                          | 1965                                           |                                                | 244                                            |                                                |
| 1970                                                          | 1970                                           |                                                | 205                                            |                                                |
| 1990                                                          | 1990                                           |                                                | 141                                            | 36#                                            |
| 1995                                                          | 1995                                           |                                                | 139                                            | 33#                                            |
| 2000                                                          | 2000                                           |                                                | 101                                            | 33#                                            |
| 2005                                                          | 2005                                           |                                                | 87                                             | 33#                                            |
| 2010                                                          | 2010                                           |                                                | 92                                             | 33#                                            |
| 2015                                                          | 2015                                           |                                                | 76                                             | 39#                                            |
| Anm.: Ny tätort 1965. Upphörde som tätort 1975. # Som småort. |                                                |                                                |                                                |                                                |

## Evenemang
I Holmsveden anordnas årligen en populär westerndag. 

## Personer från orten
Jazzmusikern Oskar Schönning är uppvuxen utanför Holmsveden.